# (17807) Ericpearce
(17807) Ericpearce est un astéroïde de la ceinture principale.

## Description
(17807) Ericpearce est un astéroïde de la ceinture principale. Il fut découvert le 19 mars 1998 à la station Anderson Mesa par le programme LONEOS. Il présente une orbite caractérisée par un demi-grand axe de 2,72 UA, une excentricité de 0,13 et une inclinaison de 18,4° par rapport à l'écliptique.

## Compléments